# 風になりたい (THE BOOMの曲)
「風になりたい」（かぜになりたい）は、日本の音楽グループであるTHE BOOMが1995年3月24日に発表した16枚目のシングル。

## 解説
「日本のサンバを作りたい」というボーカル・宮沢和史のひらめきから作られた曲であり、多くのパーカッションを使用。6thオリジナル・アルバム『極東サンバ』発売後、シングルカットされた。TV等でよく取り上げられ、4ヶ月近くヒットチャートにもランクインしていた。現在までに世界中でカヴァーされており、その人気は未だ根強い。
CMソングとしても度々使用されており、これまでに「DCカード」（ライブ音源）、J-PHONEのプリペイド式携帯電話「エンジョルノ」（Samba, Novo）、「ソラチカカード」のCMに使用された。また、NHK盛岡放送局の平日夕方のローカルニュース番組『おばんですいわて』では気象情報コーナーのBGMとして本曲をピアノ調にインストアレンジしたものが使われている。
カップリング「TOKYO LOVE」は、「東京での日常生活をスケッチした曲」と宮沢は語っている。宮沢出演映画「(ハル)」主題歌になり話題となった。
2003年8月6日には、別ヴァージョン「風になりたい (Samba.Novo)」が発売された。
現在では、高等学校の芸術科における音楽の教科書にも掲載されている。
2013年7月31日放送のフジテレビ系『2013 FNSうたの夏まつり』では、ボーカル・宮沢和史がE-girls、乃木坂46、モーニング娘。、ももいろクローバーZとのコラボレーションで披露された。
2017年5月24日、J-POPコンピレーション「エース」7inchプロジェクト第3弾としてアナログ・シングルで発売（完全生産限定盤）。ジャケットはオリジナル8cmCDシングルのアート・ワークを基に今回のEP用にリニューアル。B面は同じく「TOKYO LOVE」をカップリング。バーニー・グランドマンによるカッティング。

## 収録曲
全曲作詞・作曲：宮沢和史
1. 風になりたい - DCカードCMソング
2. TOKYO LOVE - 映画「（ハル）」主題歌
3. 風になりたい（オリジナル・カラオケ）

## カバー

### レッドシアターズによるカバー
2009年8月5日、『爆笑レッドシアター』のレギュラー芸人15人で結成されたレッドシアターズが同曲をカヴァーし、シングルとして発売した。規格品番はPCCA-02999。このユニットは「めざせ!お台場合衆国2009 〜フジがやらなきゃ誰がやる!〜」のイメージキャラクターとして結成され、この曲はこのイベントのテーマソングに起用された。また、オリコンチャートではTHE BOOMの原曲では記録できなかったオリコントップ10入りを果たしており、同曲がカヴァーという形でオリコントップ10入りを果たした。また、番組MCの内村光良が出演していた『ウッチャンナンチャンのウリナリ!!』（日本テレビ）最終回公開収録での最終演目もこの曲だった。さらに内村は楽曲の参加はしていないが、MVでは番組のキャラで登場し、記者会見ではメンバーが歌っている横で太鼓を叩いていた。

#### 参加メンバー
- 狩野英孝
- しずる（村上純、池田一真）
- ジャルジャル（後藤淳平、福徳秀介）
- はんにゃ（川島章良、金田哲）
- フルーツポンチ（亘健太郎、村上健志）
- 柳原可奈子
- ロッチ（中岡創一、コカドケンタロウ）
- 我が家（坪倉由幸、杉山裕之、谷田部俊）

#### 収録曲
CD
1. 風になりたい
2. 風になりたい（Solo Version）
3. 風になりたい（Studio Live Version）
4. 風になりたい（Original Karaoke）

DVD
1. 風になりたい（Video Clip）

### その他のアーティスト
- INSPi - 2002年にシングル『風になりたい VENTO DE AMOR』としてカヴァー。
- 高野千恵 - 2009年にアルバム『Summer Collection』にてカヴァー。
- May J. - 2010年にアルバム『for you』にてカヴァー。原曲にないラップ詞が追加されている。
- 城南海 - アルバム『ミナミカゼ』（2015年6月17日発売。ポニーキャニオン PCCA-04231。）にてカヴァー。編曲：ただすけ。
- コブクロ - 2015年開催のライブツアーにてカヴァー。ライブDVD•Blu-ray『KOBUKURO LIVE TOUR 2015 "奇跡" FINAL at 日本ガイシホール』に収録されており、初回特典映像には、ゲストで宮沢が登場した際のコラボ歌唱映像も収録されている。
- DEEN - 2016年6月1日発売アルバム『バタフライ』にてカヴァー収録。
- 菅田将暉、中条あやみ - 2018年、トヨタ自動車「カローラスポーツ」のCMでカバー。
- 依田芳乃（高田憂希）、藤原肇（鈴木みのり） - 2019年9月24日、ゲーム『アイドルマスター シンデレラガールズ スターライトステージ』収録曲として追加[2]。同年10月8日から配信販売が行われ、2020年7月15日発売の『THE IDOLM@STER CINDERELLA GIRLS STARLIGHT MASTER 40 バベル』に収録された。
- TABARU - 2019年7月発売のミニアルバム『TABACAFE』にてカヴァー。